# Носков, Илья Анатольевич
Илья́ Анато́льевич Носко́в (род. 21 июля 1977, Новая Каховка, Херсонская область, Украинская ССР, СССР) — российский актёр театра, кино, телевидения и дубляжа.
Получил известность после исполнения дебютной роли Эраста Петровича Фандорина в российском детективно-историческом телесериале «Азазель» (2002) режиссёра Александра Адабашьяна, снятого по одноимённому роману Бориса Акунина.

## Биография
Илья Носков родился 21 июля 1977 года в городе Новая Каховка Херсонской области Украинской ССР. Отец — Анатолий Григорьевич Носков, мать — Лидия Андроновна Носкова. Старший брат — Андрей Анатольевич Носков (род. 19 сентября 1972), актёр, режиссёр.
В школьные годы Илья занимался в детской музыкальной школе, танцевальном кружке (народный танец).
В 1992 году, в возрасте пятнадцати лет, приехал в Санкт-Петербург в гости к брату Андрею, который в то время учился в Ленинградском государственном институте театра, музыки и кинематографии имени Н. К. Черкасова (ныне — РГИСИ). Носков тоже поступил в этот институт. Только по окончании вступительных экзаменов выяснилось, что у него ещё нет аттестата о среднем образовании. Тогда было решено, что он будет учиться в вечерней средней школе и параллельно посещать занятия вольнослушателем в вузе. Через год Носков, получив аттестат о полном среднем образовании, был зачислен на второй курс в мастерскую А. Д. Андреева.
В 1997 году окончил Санкт-Петербургскую государственную академию театрального искусства (СПбГАТИ) (класс доцента Андрея Дмитриевича Андреева).
В 1997—2007 годах — актёр Академического театра драмы имени А. С. Пушкина (Александринского театра) в Санкт-Петербурге.
В 2002 году дебютировал в кино, исполнив роль Эраста Петровича Фандорина в четырёхсерийном детективно-историческом телевизионном художественном фильме «Азазель», снятом режиссёром Александром Адабашьяном по одноимённому роману Бориса Акунина. Роль принесла актёру известность как среди зрителей, так и среди режиссёров.
В 2004 совместно с братом Андреем основал Театральное товарищество «Носковы и Компания» (Санкт-Петербург).
С 2011 года по настоящее время[какое?] — артист Государственного драматического театра на Васильевском Ленинградской области в Санкт-Петербурге.
С мая 2018 года по настоящее время[какое?] является приглашённым артистом Санкт-Петербургского государственного академического театра комедии имени Н. П. Акимова, где занят в роли лорда Горинга в спектакле «Идеальный муж» по одноимённой комедии Оскара Уайльда в постановке Павла Сафонова.
Член-корреспондент Петровской академии наук и искусств.
6 января 2022 года в российский прокат вышла романтическая комедия «Свингеры» с Дмитрием Нагиевым, в которой Носков также исполнил заметную роль.

## Награды
- 2016 — приз «Лучшая мужская роль» на X кинофестивале исторических фильмов «Вече» за роль в фильме «Контрибуция»[7].

## Творчество

### Роли в театре
- «Плохая семейка» — Мишель
- «Скандал! Публике смотреть воспрещается» — Пьер Монтень
- «Игры любви» — Луи Сабатье
- «Путешествие» — Ийон Тихий
- «Ветеръ» (моноспектакль)
- «Фамильная честь Вустеров» — Дживс / Гасси / Берти
- «Мышеловка» — сержант Троттер
- «Двойник» — Петрушка
- «На всякого мудреца довольно простоты» А. Н. Островского — Курчаев
- «Ревизор» Н. В. Гоголя — Гибнер
- «Веер леди Уиндермир» — мистер Сесил
- «Пигмалион» — коп
- «Зелёные щёки апреля» — Серёжа
- «Стакан воды» Эжена Скриба — капитан Мэшем
- «Борис Годунов» А. С. Пушкина — царевич Фёдор
- «Сказание о царе Петре и убиенном сыне его Алексее» — Иван Большой Афанасьев, слуга Алексея Петровича
- «Зимняя сказка» — Флоризель, принц Богемии
- «Бесприданница» — Сергей Сергеич Паратов
- «Идиот» — Парфён Семёнович Рогожин
- «Женитьба» — Кочкарёв, друг Подколесина

Санкт-Петербургский государственный академический театр комедии имени Н. П. Акимова
- 2018 — «Идеальный муж» по одноимённой комедии Оскара Уайльда (режиссёр — Павел Сафонов; премьера — 21 мая 2018 года) — Артур, лорд Горинг, сын графа Кавершема, друг Роберта Чилтерна[4][5]

### Фильмография
- 2002 — Азазель — Эраст Петрович Фандорин
- 2004 — Женщины в игре без правил — Георгий
- 2004 — Московская сага — Борис Градов IV (сын Никиты и Вероники Градовых)
- 2005 — Целуют всегда не тех — Андрей
- 2005 — Счастливый — Артём Ковалёв, молодой полярник
- 2005 — Короткое дыхание — Александр Валентинович Зотов, комиссованный после тяжёлого ранения участник боевых действий на территории Чечни, сын владельца автосервиса Валентина Петровича Зотова
- 2006 — Точка — Вадик
- 2006 — Вернуть Веру — Руслан Валерьевич, врач
- 2006 — Травести — Сергей Петрович Маланько, актёр, выпускник театральной академии
- 2006 — Закон мышеловки — Сергей Веррейкин, капитан
- 2007 — Азиат — Иван Малышев
- 2008 — Одна ночь любви — цесаревич Александр, сын Николая I и Александры Фёдоровны, лучший друг Михаила Воронцова и друг Никиты Орлова
- 2008 — Каменская 5 (фильм № 2 «Имя потерпевшего — никто») — Виталий Яковлевич Горобецкий, внук Бахтемьева
- 2009 — Дом на Озёрной — Дмитрий Седов
- 2010 — Столица греха — Фёдор
- 2010 — Женские мечты о дальних странах — Вадим Николаевич Чебаков, молодой финансист / Василий Сергеевич Гаврилов
- 2010 — Шахта — Алексей Журавлёв
- 2011 — На край света — Алексей
- 2011 — Оружие — Роман, учёный, сотрудник НИИ, изобретатель уникальной винтовки
- 2012 — Женский доктор — Роман Алексеевич Широков, врач-ординатор родильного дома областной клинической больницы, репродуктолог
- 2012 — Настоящая любовь — Андрей Лабутин, состоятельный адвокат
- 2012 — Роза прощальных ветров — Константин Неволин
- 2013 — Гость — Сергей Громов, бизнесмен
- 2013 — Встреча с Гамлетом (короткометражный) — Гамлет
- 2013 — Красотка —  Кирилл Демишев, успешный предприниматель
- 2013 — Два мгновения любви — Сергей Егоров
- 2013 — Анютино счастье — Андрей Витальевич Егоров
- 2013 — Кривое зеркало души — Вадим Викторович Литвинов, владелец автосалона
- 2014 — Модель счастливой жизни — Игорь
- 2015 — Великая — Сергей Васильевич Салтыков, камергер Петра III
- 2015 — Не пара — Артём
- 2016 — Контрибуция — Андрей Павлович Мурзин, «красный» следователь (роль озвучил Алексей Барабаш)
- 2016 — О чём молчат французы — агент спецслужб
- 2016 — Следователь Тихонов (фильм № 2 «Ощупью в полдень» — серии № 5-6, фильм № 8 «Телеграмма с того света» — серии № 17-18) — Игнатий Петрович Куприянов, директор Московского дома моделей одежды
- 2016 — Призрак уездного театра — Максим Викторович Озеров, столичный режиссёр театральных радиопостановок
- 2016 — Сводные сёстры — Владимир
- 2016 — Забудь меня, мама! — Андрей, директор детского дома
- 2016 — Наше счастливое завтра — Пётр Луговой, цеховик, бывший рабочий из Ростова
- 2017 — Свидетельство о рождении — Вадим, брат Евгения
- 2017 — Женский доктор 3 — Роман Алексеевич Широков, доктор
- 2018 — Нужен мужчина — Никита Сабельников
- 2018 — Не в форме (короткометражный) — врач-травматолог
- 2018 — Седьмой гость — Игорь Смирнов, частный детектив
- 2018 — Криминальный журналист — Захаров, следователь
- 2018 — Ласточка — Павел Самохин, журналист
- 2018 — Купель дьявола — Кирилл Марич, капитан полиции
- 2018 — A man never... (Франция, короткометражный) — Миша, фотограф, парень Вики
- 2018 — Подкидыш — один из братьев Смирновых, торговцев сейфами
- 2018 — Неопалимый Феникс — Михаил Михайлович Молчанов, майор, следователь Следственного комитета
- 2019 — Сердце не обманет, сердце не предаст — Алексей Анатольевич Кисанов (Кис), частный детектив, бывший оперативник, муж Александры, отец двоих детей
- 2020 — Сжигая за собой мосты — Дмитрий Дмитриевич, член коллегии адвокатов в Калининграде, адвокат семьи Орловых, любовник Амалии (вдовы Александра Сергеевича Орлова)
- 2020 — Запасной игрок — отец Сашки
- 2020 — Спасская — Андрей Ильин, майор полиции, оперуполномоченный
- 2020 — Три желания (в производстве) ― Юрий
- 2021 — Тайна Лилит ― Роберт, партнёр Павла
- 2021 — Несломленная ― Григорий Шаров
- 2021 — Паром для двоих ― Фёдор Шульгин
- 2021 — Небо — Багаев
- 2022 — Свингеры — Андрей
- 2022 — Я тебя не отпущу — Николай
- 2022 — Доченьки — Леонид
- 2022 — Лихорадка — Костя
- 2022 — Камея из Ватикана — Фёдор
- 2022 — Тихие воды — Фёдор
- 2023 — Мужчина к Новому году — Антон
- 2023 — Эффект домино — Станислав Сергеевич Гладких, адвокат
- 2024 — Танюшка — Виктор
- 2024 — Минута тишины — Илья
- 2024 — Маня и Груня — Лукин
- 2025 — Александр I — сэр Уитворт
- 2025 — Артек. Свозь столетия — генерал Неверовский (1812)

### Другие проекты
- 2000 — 2002 — Мультфильмы с участием Дональда Дака — Дональд Дак (дубляж)
- 2005 — Сё место наше (документальный) — рассказчик
- 2007 — Планета православия (документальный) — рассказчик
- 2009 — Свет Петербурга (документальный) — рассказчик